# بنك سيشيل المركزي
بنك سيشيل المركزي هو البنك المركزي لسيشيل. تقع مكاتب البنك في شارع الاستقلال في فيكتوريا، عاصمة البلاد.

## التاريخ
حتى عام 1982، كانت حسابات حكومة سيشيل تدار من قبل بنك باركليز الدولي؛ في 29 ديسمبر 1982، نُقلت هذه المسؤولية إلى CBS بتمرير «قانون مصرف سيشل المركزي لعام 1982». نص «قانون مصرف سيشيل المركزي لعام 2004» المعدل على الحكم الذاتي للبنك داخل هيكل حكومة سيشيل.